# Ambositra
Ambositra és una ciutat situada a les Terres Altes del centre de Madagascar, capital de la regió d'Amoron'i Mania i del districte d'Ambositra. Anomenada antigament «ciutat de roses» per la utilització dels recursos forestals circumdants, principalment del palissandre anomenat a la regió 'bois de rose' (Dalbergia maritima), de fusta molt apreciada pel seu color vermell. És el centre de la indústria de la fusta de l'illa i font de la marqueteria malgaix ancestral: l'art zafimaniry.